# دفت‌آباد علیا
دفت‌آباد علیا روستایی در دهستان درمیان بخش مرکزی شهرستان درمیان استان خراسان جنوبی ایران است. بر پایه سرشماری عمومی نفوس و مسکن در سال ۱۳۹۰ جمعیت این روستا ۵۱ نفر (در ۱۴ خانوار) بوده است.